# Zastava NTV
Zastava NTV (серб. Ново теренско возило) — сербский многоцелевой армейский внедорожник, разработанный Военно-техническим институтом и Zastava Trucks, и производимый компанией Zastava TERVO. Основными операторами данных машин являются вооруженные силы Сербии, также может быть предложен на экспорт.

## Конструкция
Первый прототип автомобиля был разработан в 2011 году Белградским Военно-техническим институтом совместно с экспертами инженерного факультета Крагуевацкого университета и инженерами компании Zastava Trucks для Вооруженных сил Сербии. Он был разработан для быстрой перевозки войск и различного оборудования по дорогам и бездорожью.
Благодаря модульному шасси с 2011 по 2017 год было разработано множество различных вариантов машины, а после обширных испытаний в Центре технических испытаний с участием автомобиля в 25.000-км испытании в суровых условиях, NTV был принят на вооружение. Он предназначен для работы в горных, долинных, лесных, снежных, влажных, холодных и жарких условиях, а также способен работать при различных температурах окружающего воздуха в диапазоне от −25 до 40 °C. Автомобиль имеет углы въезда и съезда по 35° каждый. Zastava NTV может преодолевать продольные уклоны на 60 % и поперечные уклоны на 35 %, а также преодолевать брод крутизной в 0,7 м глубоко в воде.
Автомобиль может перевозить 1,4 тонны груза и прицеп массой в 1,7 тонны.
В базовых вариантах имеет дизельный двигатель Cummins 2.8 с турбонаддувом, охладителем впускного воздуха и 5-ступенчатую синхронную механическую коробку передач ZF 5S 400. Имеет колёсную формулу 4x4 с постоянным полным приводом с электрической командой блокировки для привода сепаратора и отдельными электрическими командами дифференциала для переднего и заднего моста. Он имеет радиальные бескамерные шины 255/100 R16 с опцией Run Flat.

## Варианты
Существует три разных варианта NTV:
- 40.13H — с экипажем из 2+1 чел.
- 40.13H — с удлиненной кабиной и экипажем из 8+1 чел.
- 40.13H — с экипажем из 5+1 чел.

Благодаря своей модульной конструкции он может быть санитарной, командно-штабной, военной связи, военной полиции, разведывательной, наземной и воздушной РЛС, звукового наблюдения и вооруженной машиной.

## Операторы
- Сербия